# Roi Alexandrowitsch Medwedew
Roi Alexandrowitsch Medwedew (russisch Рой Александрович Медведев; * 14. November 1925 in Tiflis, Georgische SSR, Sowjetunion) ist ein sowjetischer/russischer Historiker und Politiker.

## Leben
Sein Vater war Politkommissar, wurde 1938 während des Großen Terrors verhaftet und starb 1941 im Gefängnis. Medwedew studierte Pädagogik und Philosophie an der Staatlichen Universität Leningrad. Er war in der Sowjetunion Leiter des Pädagogischen Verlages und in der Lehrerbildung tätig. Seit 1972 arbeitet Medwedew als freier Schriftsteller. Er wurde später ein renommierter Kritiker des Stalinismus. Zwischen 1964 und 1970 gab er die Zeitschrift Političeskij dnevnik / Political diary heraus.
Medwedew trat in der Zeit der Entstalinisierung 1956 in die KPdSU ein und wurde 1969 aus ihr ausgeschlossen. 1988 wurde sein Ausschluss aufgehoben. Medwedew stieg während der Zeit der Perestroika in das Zentralkomitee der KPdSU auf (1989–91).
Nach dem Zerfall der Sowjetunion galt Medwedew als einer der Führer der Bewegung für demokratischen Sozialismus, von 1991 war er einer der Vorsitzenden der Sozialistischen Partei der Werktätigen Russlands (Социалистическая партия трудящихся Российской Федерации). Er war ein vehementer Gegner des Augustputsches 1991 und auch des Regimes von Boris Jelzin. Wladimir Putin widmete er einige apologetische Bücher.
Sein Zwillingsbruder war der 2018 verstorbene Biochemiker und ehemalige sowjetische Dissident Schores Alexandrowitsch Medwedew.

## Schriften
- Der Produktionsunterricht an den sowjetischen Schulen. Übersetzung Walter Lange. Bearbeitet und durch die Analyse der Stundentafelm und Lehrpläne ergänzt von Wolfgang Heide. Verlag Volk und Wissen, Berlin 1962.
- Sie sind ein psychiatrischer Fall, Genosse. Übersetzung aus dem Englischen von Leopold Voelker. Praeger, München 1972.
- Sowjetbürger in Opposition. Plädoyer für eine sozialistische Demokratie. Vorwort von Iring Fetscher. Übersetzung aus dem Französischen von Wilhelm Thaler und Rolf Hanse. Claassen, Hamburg 1973, ISBN 3-546-46433-8.
- Die Wahrheit ist unsere Stärke. Geschichte und Folgen des Stalinismus. Übersetzung aus dem Amerikanischen Günther Danehl. S. Fischer, Frankfurt am Main 1973, ISBN 3-10-050301-5.
- Solschenizyn und die sowjetische Linke. Eine Auseinandersetzung mit dem Archipel GULag und weitere Schriften. Olle und Wolter, Berlin 1976, ISBN 3-921241-25-1.
- Problems in the Literary Biography of Mikhail Sholokhov. Cambridge University Press, 1977.
- Oktober 1917. Aus dem Russischen von Helga Jaspers. Hoffmann und Campe, Hamburg 1979, ISBN 3-455-08869-4.
- Chruschtschow. Eine politische Biographie. Aus dem Russischen von Anton Manzella. Seewald, Stuttgart 1984, ISBN 3-512-00703-1.
  - Хрущёв. Политический биография (USA, 1986).
- All Stalin's men. Blackwell, Oxford 1983.
  - Они окружали Сталина (USA, 1984).
- Das Urteil der Geschichte. Stalin und Stalinismus. [Hrsg. von Helmut Ettinger] (3 Bände). Dietz Verlag, Berlin 1992, ISBN 3-320-01780-2 (dt. Erstausgabe).
- Владимир Путин (2007).
- Юрий Андропов (2007). Das Buch über Juri Wladimirowitsch Andropow erhielt die FSB-Prämie für Literatur 2007 ()